# Fotogenia
La fotogenia è la capacità di maggiorazione estetica della realtà che si ottiene attraverso le fotografie e le immagini cinematografiche.
Per ottenere l'effetto di fotogenia e dotare le immagini di qualità fotogeniche, occorre essere in grado di cogliere la bellezza già presente in ciò che viene immortalato o filmato.
La parola "fotogenia" era inizialmente rivolta esclusivamente alla fotografia, e fu introdotta per la prima volta nel 1917 dalla scrittrice Colette anche in ambito cinematografico, e a partire dagli anni venti, questo concetto assume una posizione centrale nell'ambito del dibattito teorico francese relativo al cinema. In ambito cinematografico tale termine è sinonimo di cinematografabilità.

## Fotogenia fotografica

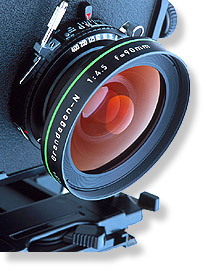
Un obiettivo fotografico, strumento in grado di valorizzare ed esaltare le qualità fotogeniche del soggetto immortalato

In ambito strettamente fotografico la fotogenia è ritenuta una qualità di alcuni soggetti che consente loro di ben apparire quando vengono immortalati in un'immagine fotografica.
La fotogenia fotografica non è un concetto soggettivo o arbitrario, ma una regola in grado di valorizzare la bellezza così come viene intesa dalle concezioni culturali vigenti. Alcune caratteristiche di una persona ne determinano anche la buona riuscita o meno su una foto, e quindi anche un bel viso potrebbe risultare sgradevole se immortalato su di un'immagine. Esistono delle precise tecniche per fare in modo che ciò che viene "ritratto" in foto risulti piacevole agli occhi di chi osserva.

## Fotogenia cinematografica
```
La fotogenia può riguardare qualunque aspetto dell'immagine cinematografica: qualità plastiche, compositive, di illuminazione, tutto ciò che riguarda la 
fotografia cinematografica
, ma anche le caratteristiche che un attore e un'attrice devono possedere per ben apparire sullo schermo cinematografico
[
3
]
: nel 
1924
 il teorico 
Pierre Henry
, riferendosi alle attrici, scrive che «
la bellezza fotogenica ideale è quella che 'rende' ugualmente bene sotto ogni angolazione immaginabile e non ha bisogno di illuminazioni particolari per essere valorizzata
»
[
4
]
.
```

### Il dibattito teorico degli anni dieci e venti

#### Teoria della Fotogenia secondo Delluc
(Louis Delluc, "La bellezza del cinema" (1917) apparso su Cinema & Cinema n.64")

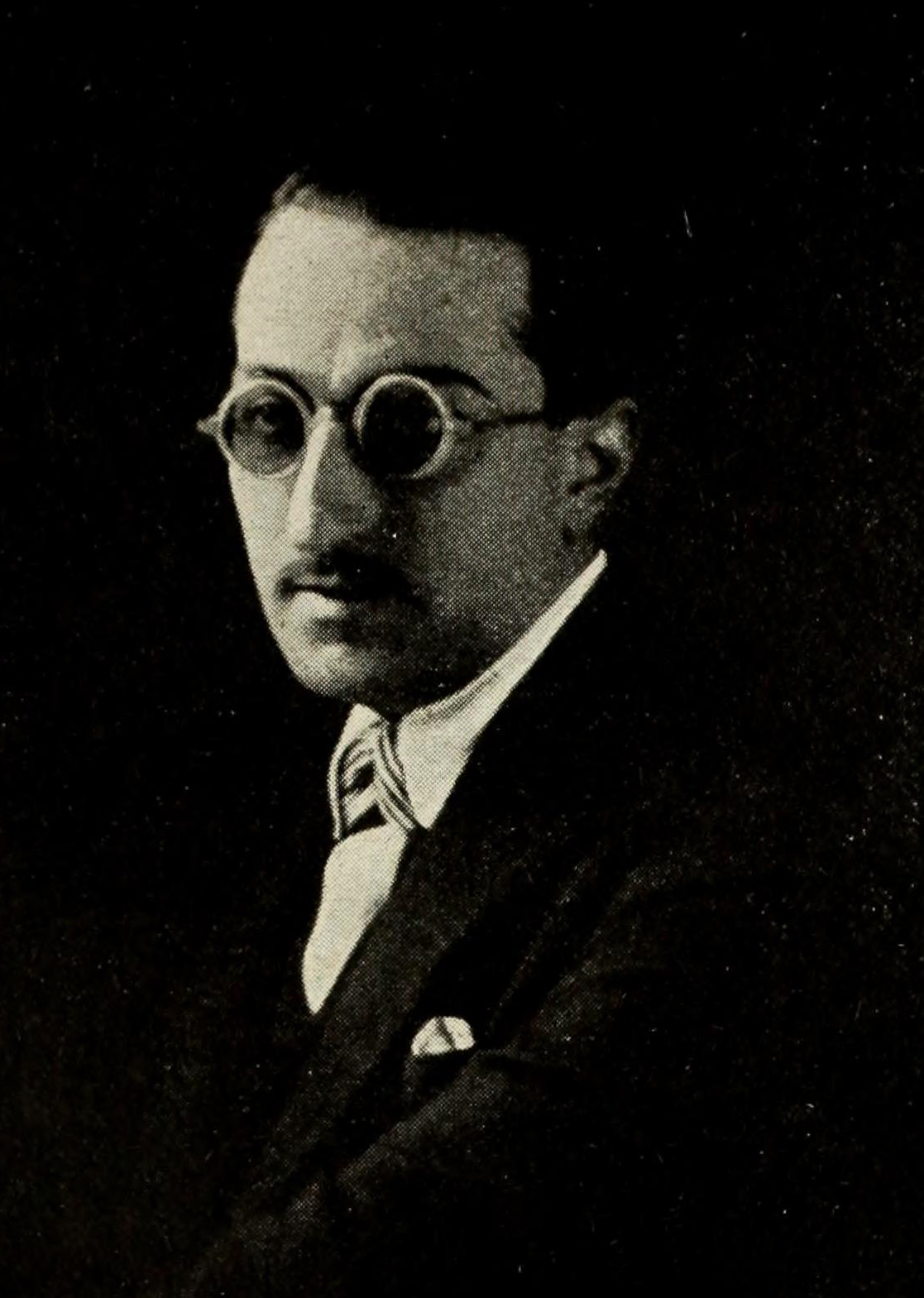
Louis Delluc

Per Louis Delluc la fotogenia è una qualità presente naturalmente nelle cose e negli esseri ma che risulta evidenziata e accresciuta dalla riproduzione fotografica e cinematografica; per Delluc non solo occorre essere capaci di cogliere la bellezza fotogenica di ciò che viene ripreso o fotografato, ma soprattutto occorre individuare quegli oggetti, quegli individui e quei fenomeni dotati di tale bellezza.
La fotogenia è dunque un tipo di "bellezza" presente nei soggetti e negli oggetti ripresi o fotografati. Per bellezza fotogenica Delluc indica la semplicità, la naturalezza e l'assenza di un'intenzione artistica troppo esibita e consapevole. Per ottenere questa bellezza servono lo sguardo e la decisione di un operatore capace di orientare la macchina da presa, cioè di riconoscere l'aspetto fotogenico delle cose. Delluc fa capire di preferire i cinegiornali e i documentari agli altri tipi di film proprio perché la bellezza del cinema sta nel saper cogliere il lato fotogenico della realtà, e realtà, semplicità e naturalezza si trovano soprattutto in quei film privi di finzione scenica e di manipolazione delle immagini. In questo senso cinema e fotografia sono arti visive che vanno oltre l'arte diventando, di fatto, vita.

#### Teoria della Fotogenia secondo Epstein
(Jean Epstein, Cinema&Cinema n. 64 (1923))
(Jean Epstein, Cinema&Cinema n. 64)

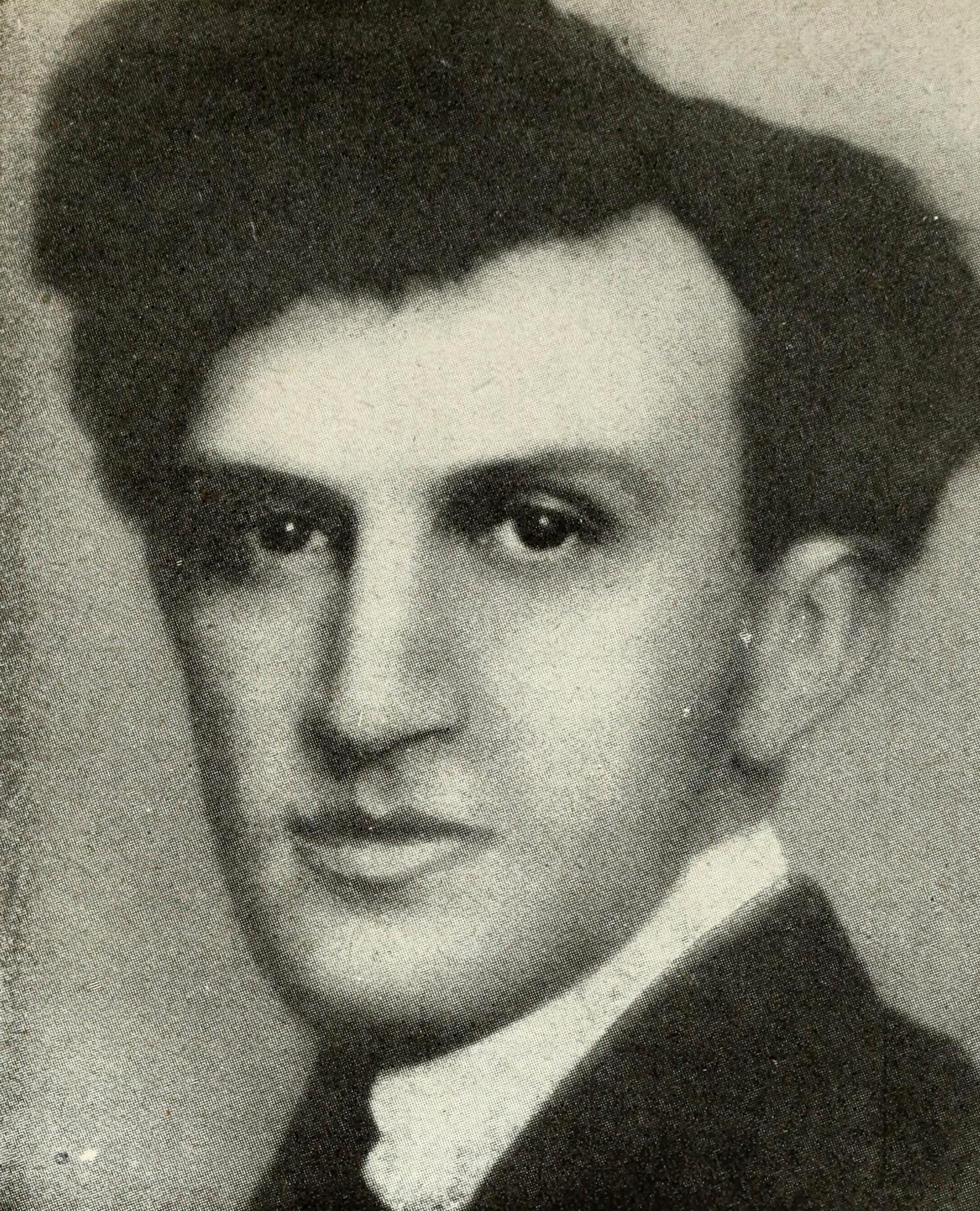
Jean Epstein

Jean Epstein descrive la fotogenia come qualità specificamente cinematografica: la fotogenia, per Epstein, è l'essenza stessa del cinema. Epstein dapprima considera fotogenico ogni aspetto delle cose e degli esseri che aumenta di bellezza attraverso la riproduzione cinematografica, e poi precisa che, a suo avviso, la fotogenia appartiene solo agli aspetti mobili delle cose, degli esseri e dei fenomeni.
Per Epstein, infatti, il cinema deve mostrare la continuità variabile delle forme, il continuo trasformarsi del mondo, sotto la spinta del movimento proprio e di quello della cinepresa. Inoltre, se per Delluc il film deve diventare "naturale" fino a confondersi con la natura stessa, per Epstein la macchina da presa trasforma profondamente la realtà e produce visioni che non hanno nulla di naturale. Il cinema, dunque, è "altamente soprannaturale", e consente di provare percezioni e sensazioni che nella realtà non sarebbe possibile provare: per Epstein è proprio questa la bellezza fotogenica del cinema. Epstein, inoltre, non si oppone alla manipolazione dell'immagine cinematografica, perché tali manipolazioni possono portare all'aumento della bellezza fotogenica, facendo provare allo spettatore ulteriori nuove percezioni che nella realtà non riuscirebbe a cogliere. Un movimento mostrato a ralenti, ad esempio, può intensificare l'aspetto drammatico di una scena o di una situazione reale già drammatica di per sé; inoltre, sempre secondo Epstein, se si realizzasse un film in moto accelerato di una persona sotto processo, la verità trasparirebbe al di là delle sue parole, "scritta" in modo semplice, unico ed evidente, e non vi sarebbe ulteriore necessità di fare un processo e né di alcun'altra prova tranne che di quella fornita dalla "profondità" dell'immagine.

#### Differenze tra Delluc e Epstein
Le concezioni di fotogenia di Delluc ed Epstein risultano molto influenzate dal loro modo di concepire il cinema.
Per Delluc la fotogenia è una qualità estetica naturalmente presente nel soggetto che viene ripreso (o fotografato), e il cinema ha la particolare caratteristica di restituircela in toto, senza condizionamenti culturali legati al nostro modo di concepire il mondo. Tutto ciò è possibile in quanto l'immagine cinematografica è diretta, immediata, ha a che fare innanzitutto con la nostra percezione, e solo in un secondo momento con la nostra cognizione. Per Epstein, invece, il cinema produce visioni totalmente artificiali: l'immagine cinematografica è un costrutto produttore di senso immediato del tutto differente all'immagine della realtà.
Per Delluc un paesaggio è fotogenico di per sé, mentre per Epstein lo è nella misura in cui, attraverso il cinema, esprime uno stato d'animo. Per Epstein un paesaggio, come qualunque altra cosa reale, non può intrinsecamente possedere la fotogenia: essa è una qualità specifica dell'immagine cinematografica. Il cinema crea delle immagini che non preesistono, che esistono autonomamente (non derivano dalla natura come pensava Delluc), esistono per sé stesse e sono tuttavia capaci di veicolare alcuni aspetti del mondo: quelli che Epstein definisce "sentimenti" (in questo caso il termine è sinonimo di "sensazioni").
Sia per Epstein che per Delluc il dettaglio e il primo piano sono nel cinema altamente espressivi. Se per Delluc tale espressività serve a restituirci in toto l'intero corpo, e quindi il primo piano e il dettaglio svolgerebbero il ruolo di sineddoche (così come il cinema altro non sarebbe che la sineddoche di un mondo reale finalmente riscoperto), per Epstein dal momento che il cinema non restituisce la percezione della realtà (in quanto l'immagine filmica è autonoma dal reale), è possibile notare che i frammenti ripresi non restituiscono l'intero corpo. Se in natura una mano è una parte di un individuo, al cinema la mano può diventare essa stessa individuo, può grazie alla fotogenia manifestare una personalità, e più è rilevante il ruolo che recita più si accentua la sua personalità. Succede lo stesso per le parti o l'intero di animali, vegetali o oggetti con un significato "morale", ossia con caratteristiche estetiche rilevanti e dunque fotogeniche.

### La fotogenia e l'ontologia dell'immagine
La fotogenia è una qualità in grado di preservare l'uomo dalla morte, o almeno da una seconda morte spirituale, attraverso il Transfert cine-fotografico che consente allo spettatore di identificarsi con ciò che viene fotografato o filmato. Il transfert cine-fotografico funziona solo se c'è bellezza fotogenica. Ne consegue che più la rappresentazione cinematografica o fotografica corrisponde alla realtà, più lo spettatore è attratto da ciò che osserva, e più l'individuo mostrato in foto o sullo schermo può essere preservato dalla morte: vivendo e morendo continuamente.
A questo proposito, André Bazin parlerà di ontologia dell'immagine cine-fotografica e di come l'antico rito dell'imbalsamazione abbia avuto un ideale seguito prima nella pittura realista, poi nella fotografia e nel cinema.

#### Edgar Morin: il doppio e la metamorfosi

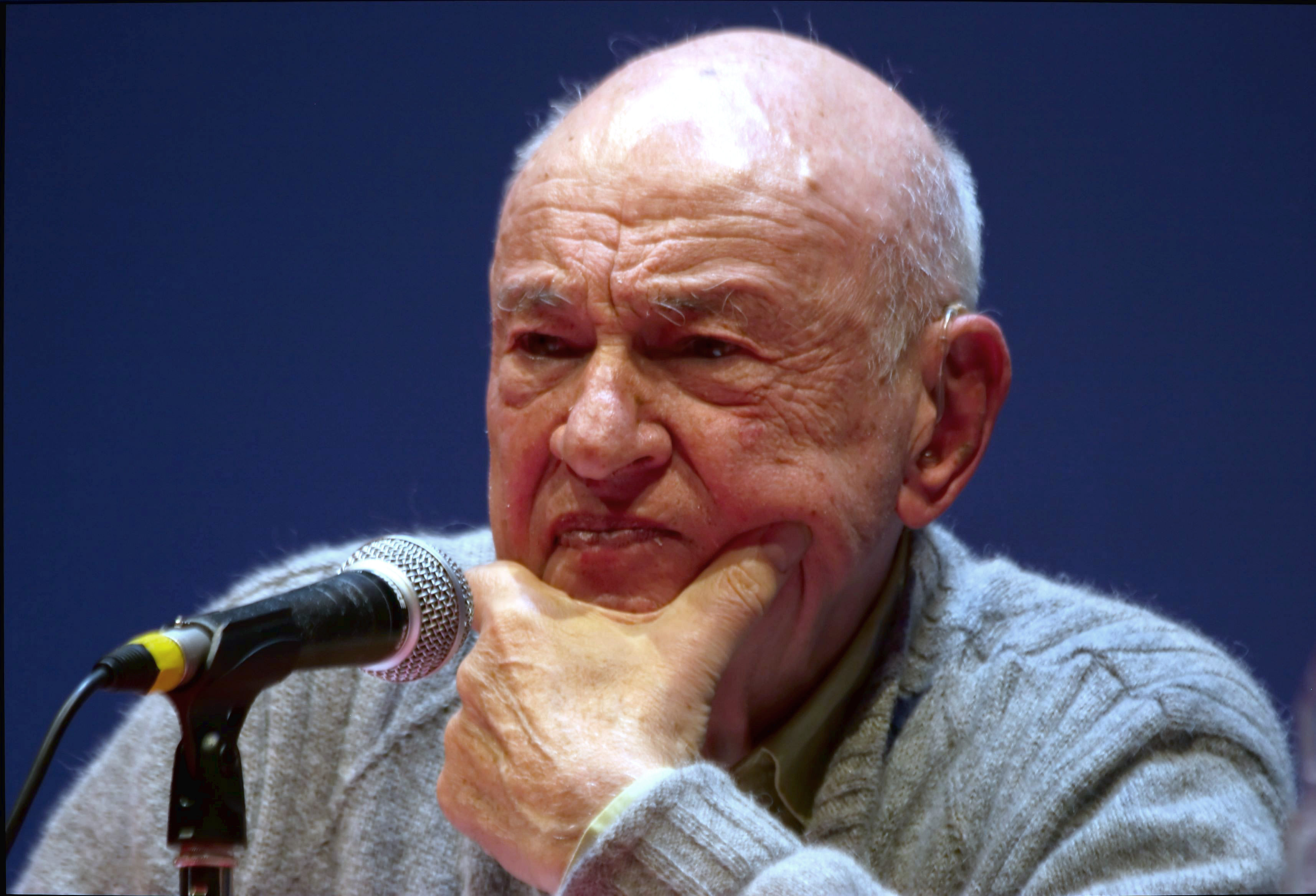
Edgar Morin

Il sociologo Edgar Morin approfondisce ulteriormente questa questione, affermando che è grazie al cinema se la maggiorazione estetica della realtà consente all'individuo non solo di congelarsi nell'immortalità del mezzo filmico (il quale gli permette di rinascere ed esorcizzare la morte mediante il già citato transfert cinematografico), ma di sdoppiarsi dal suo originale, assumere una vita indipendente dal suo referente reale, perché, grazie alla fotogenia, il mezzo filmico può rivelare due statuti:
- Il doppio: ossia l'esorcizzazione del tempo attraverso il congelamento dell'immagine dell'individuo, che grazie al cinema e alla fotografia resta "vivo" per sempre (viene cioè preservato da una seconda morte, quella spirituale);
- La metamorfosi: è attraverso il cinema e alla fotogenia che riguarda gli aspetti mobili delle cose che lo spettatore, identificandosi in quell'individuo filmato, preserva non solo l'esistenza di tale individuo, ma gli consente di sdoppiarsi da esso, di assumere vita autonoma mediante appunto la rappresentazione del suo movimento.

La fotogenia, quindi, anche secondo Morin riguarda l'aspetto mobile delle cose, e fa in modo che anche un oggetto possa assumere forma umana, attraverso il processo dell'antropomorfismo.
L'antropomorfismo, attraverso la rappresentazione del movimento dell'oggetto rappresentato, consente a quell'oggetto, se dotato di bellezza fotogenica, di diventare "umano", mediante il transfert dell'identificazione con l'oggetto da parte dello spettatore.